# 擬游隼
擬游隼（学名：Falco pelegrinoides）是一種中等大小的隼，分佈在北非沿岸及加那利群島。牠們主要是留鳥。

## 特徵
擬游隼的外觀像游隼，但較為細小，只有33-39厘米長，翼展76-98厘米。牠們的上身與游隼的都呈灰藍色，但較淡色，且略呈淡黃色。頸部是紅褐色的，但很難看得見。雌鳥比雄鳥大，外觀相似。雛鳥的上身呈褐色，下身的斑紋較淺色。
擬游隼棲息在半沙漠及乾旱的小山上，會在山崖上築巢。

## 演化及分類
擬游隼與游隼的分別是符合格洛格尔律的。牠們的遺傳距離很短，形成了一個並系群。牠們在行為、生態及解剖上的不同顯示牠們並非同一物種。牠們的混種是有生殖能力的，但牠們一般都是異地性的，只有在近旁遮普地區、呼羅珊、馬格里布及阿爾泰山脈的細小地區於繁殖季節才有機會一同出現，而且也要透過選型交配才能獲得。另外，牠們的繁殖季節也有不同，故天然的混種差不多是不可能存在。
根據沙漠隼類的遺傳距離，估計擬游隼與游隼是於約10萬年前或更後的更新世末分支的，但肯定是在舊石器時代之前。牠們分支的時間剛好是第四紀冰期的開始，北美洲及中東出現沙漠化，波斯灣被陸地包圍而漸漸乾涸。生活在非洲及中東沙漠邊緣的游隼及擬游隼祖先一是適應了這樣的環境、或是離開了尋找其他棲息地、或是在此處滅絕。在間冰階，沙漠的縮少令生活在乾旱地區及潮濕地區的群族再次接觸，形成了限制的基因流。

## 外部連結
- Bird Biographies